# Franz Pischinger
Franz F. Pischinger (* 18. Juli 1930 in Waidhofen an der Thaya, Österreich) ist ein österreichischer Maschinenbauer.

## Leben
Pischinger studierte Maschinenbau an der Technischen Universität Graz, wo er 1954 sub auspiciis promovierte. Im Jahr 1958 habilitierte er dort auf den Gebieten Thermodynamik und Verbrennungskraftmaschinen. Ab 1962 folgten acht Jahre bei der Klöckner-Humboldt-Deutz AG, wo er in leitender Position in der Motorenentwicklung tätig war.
Im Jahr 1970 erhielt Pischinger einen Ruf an die RWTH Aachen, wo er Direktor des Institutes für Thermodynamik und Inhaber des Lehrstuhls für Angewandte Thermodynamik wurde. Schwerpunkt seiner Arbeiten waren die Entstehung von Abgasen im Otto- und Dieselmotor sowie die Emissionsreduktion.
Im Jahr 1978 gründete er die FEV Motorentechnik GmbH, die sich bis heute in Familienbesitz befindet.
Sohn Stefan Pischinger übernahm 1998 die Professur seines Vaters und 2006 den Vorsitz der FEV-Geschäftsführung.

## Ehrungen und Auszeichnungen
Die Society of Automotive Engineers (SAE) verleiht seit 2008 den nach Pischinger benannten Franz F. Pischinger Powertrain Innovation Award für herausragende Leistungen auf dem Gebiet der Antriebstechnik.
Pischinger erhielt zahlreiche Preise und Auszeichnungen. Im Jahr 1978 erhielt er das Verdienstkreuz 1. Klasse des Verdienstordens der Bundesrepublik Deutschland. Die DGMK verlieh ihm 1990 die Carl-Engler-Medaille. Der Verein Deutscher Ingenieure verlieh ihm im Jahr 1993 die VDI-Ehrenmedaille sowie 1997 das Ehrenzeichen. Die Technische Universität Graz verlieh ihm 1994 die Ehrendoktorwürde. 1996 wurde Pischinger SAE Fellow Member. 1998 erhielt er das Österreichische Ehrenkreuz für Wissenschaft und Kunst I. Klasse. Im Jahr 2000 wurde ihm die Soichiro Honda Medaille verliehen. Seit 2005 ist Pischinger Ehrenprofessor an der Universität Dalian in China. Er ist Mitglied der Deutschen Akademie der Technikwissenschaften (acatech) sowie der Nordrhein-Westfälischen Akademie der Wissenschaften und der Künste. Für 2015 wurde Pischinger der Aachener Ingenieurpreis zugesprochen, 2016 wurde er in die Hall of Fame der deutschen Forschung aufgenommen.

## Schriften
- Franz Pischinger: Grundlagen und Entwicklungslinien der dieselmotorischen Brennverfahren, VDI-Bericht Nr. 714, 22.–24. November 1988, Wolfsburg.
- Anton Pischinger, Franz Pischinger: Gemischbildung und Verbrennung im Dieselmotor, 2. Aufl., Springer Verlag, Wien 1957, DNB 453784925.